# Filadèlfia (Itàlia)
Filadèlfia és una ciutat italiana de 5.435 habitants de la província de Vibo Valentia a Calàbria. És el setè municipi de la província per la població. Va ser fundada el 1783, en plena Il·lustració, com una nova ciutat per als habitants de l'antiga Castelmonardo, destruïda per un fort terretrémol. Se li va concedir el títol de ciutat el 24 de juny de 1787 per Ferran I de les Dues Sicílies.

## Història
Els primers registres escrits sobre el seu origen es remunta a l'any 1000 dC, però pel descobriment d'eines del Neolític, aquest lloc va ser habitat des de temps prehistòrics. La presència de les ruïnes de l'abadia de Sant Teodor dona testimoni de la importància d'aquest lloc durant l'època romana d'Orient.
De 1054-1065 els normands varen conquerir Calàbria fins que varen ser desallotjats després de 650 anys pels romans d'Orient. Els normands varen dividir la regió en dotze comtats i diverses baronies. La baronia de Castelmonardo formava part del comtat de Catanzaro, el primer comte del qual va ser Robert I de Loritello en virtut del matrimoni que van contraure amb la filla de Roger I de Sicília. La casa dels Loritello varen mantenir el feu fins al 1253. Manfred I de Sicília va cedir el feu de Castelmonardo a Pietro I dels Ruffo de Calabria, el qual, després d'haver lluitat contra el sobirà, va ser privat del comtat de Catanzaro i de qualsevol altre feu, incloent-hi el de Castelmonardo, que va ser assignat a Federico Lancia (1261), oncle de Manfredi i el seu Vicari general, a Calàbria i Sicília. Després de la pujada al tron de Carles d'Anjou, la família Ruffo va recuperar el comtat de Catanzaro i el feu Castelmonardo.
El pas del Regne a mans d'Alfons el Magnànim (1442) va marcar una certa recuperació econòmica. Durant aquest període es va afavorir la immigració de grups de jueus per estimular el comerç i l'artesania. A Castelmonardo també es va sentir la influència d'aquest procés migratori, de fet, la presència d'aquest jueus s'evidencia per l'existència del districte anomenat Giudecca. En 1440 es va convertir en baron de Castelmonardo Antonio Centelles que, a causa d'haver mantingut un conflicte amb el rei Alfons, va ser desposseït de tots els seus feus. En la disputa entre el rei i el Centelles, la gent es va posar i varen una sèrie de disturbis.
A principis del segle xvi, el Regne de Nàpols va passar sota el domini espanyol fins a 1704. La baronia de Castelmonardo va ser cedida a Ettore Pignatelli, gràcies a l'ajuda que va donar a Carles V. En reconeixement d'aquesta ajuda, Carles V, el 1527, va decretar el mercat franc de tot impost (civil, reial o senyorial). Aquest llinatge va conservar la baronia fins al 1806, quan es va abolir el feudalisme per José Bonaparte.
Els primers esdeveniments sísmics a l'època moderna es varen produir el 1659. Això va provocar l'abandó de moltes cases dels nobles i els artesans rics. El terratrèmol de 1783 que va afectar més de dues-centes ciutats de Calàbria, va determinar l'abandó total del lloc i el desplaçament dels residents a la zona propera Piano della Gorna, on ara s'aixeca Filadèlfia.

## Llocs d'interès
- Palazzo Quattrocchi: És la seu de l'ajuntament de la ciutat. A la seva façana trobam un gran rellotge.

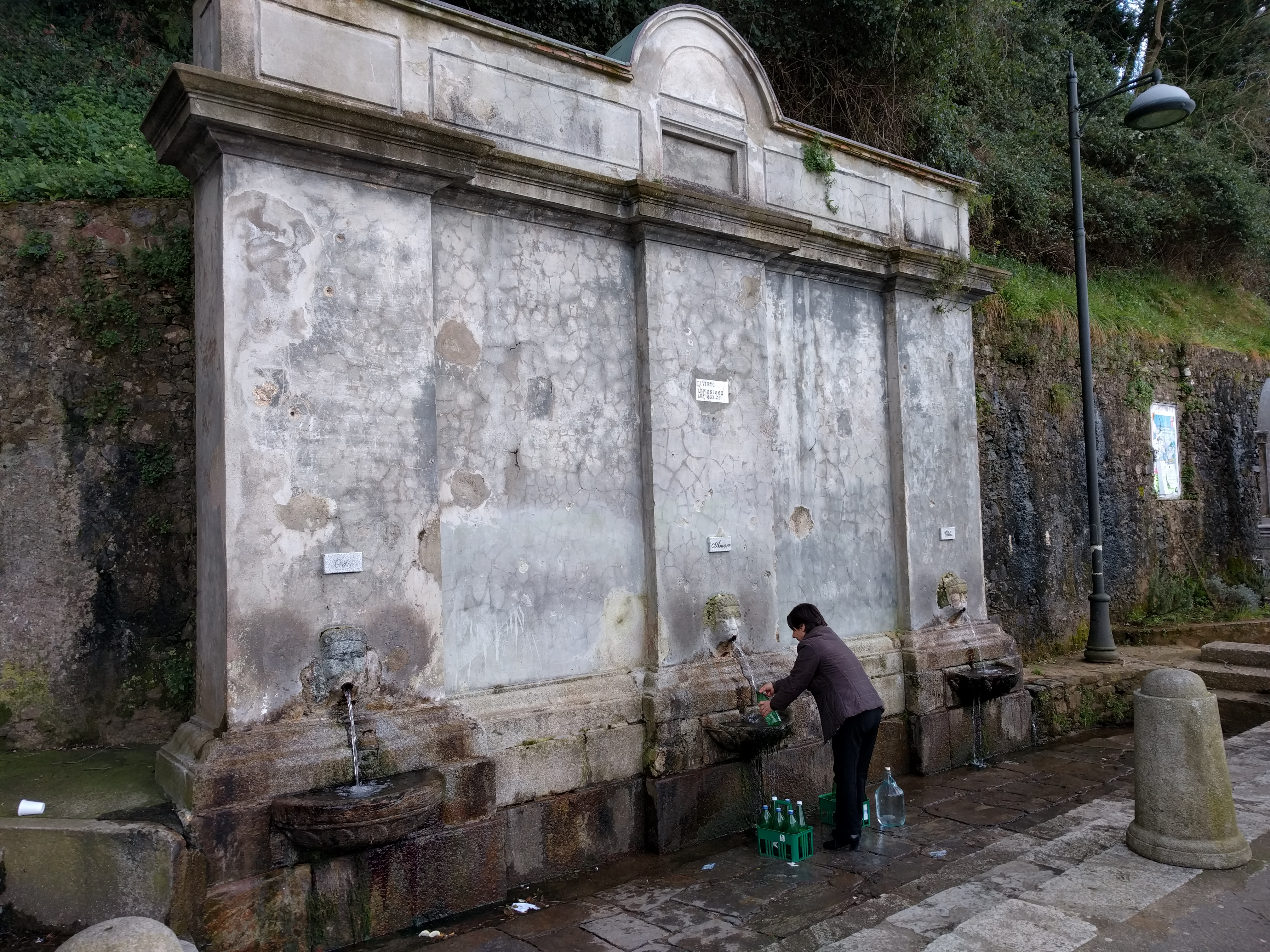
Fontana Ficarazza

- Fontana Ficarazza: Amb tres boques i els baixos relleus amb forma humana i el recipient tallat a mà. La llegenda diu que les tres figures que vessen l'aigua una vessa l'aigua l'amor, altra la de l'odi i l'altra la de l'oblit i que s'ha de tenir cura de no confondre'ls.[4]